# Marc Treboni
Marc Treboni (en llatí Marcus Trebonius) va ser un magistrat i polític romà del segle iv aC. Formava part de la gens Trebònia, una gens romana d'origen plebeu.
Va ser tribú amb potestat consular l'any 383 aC. Coneixem el seu càrrec i quan el va exercir per Titus Livi.